# 单细胞测序

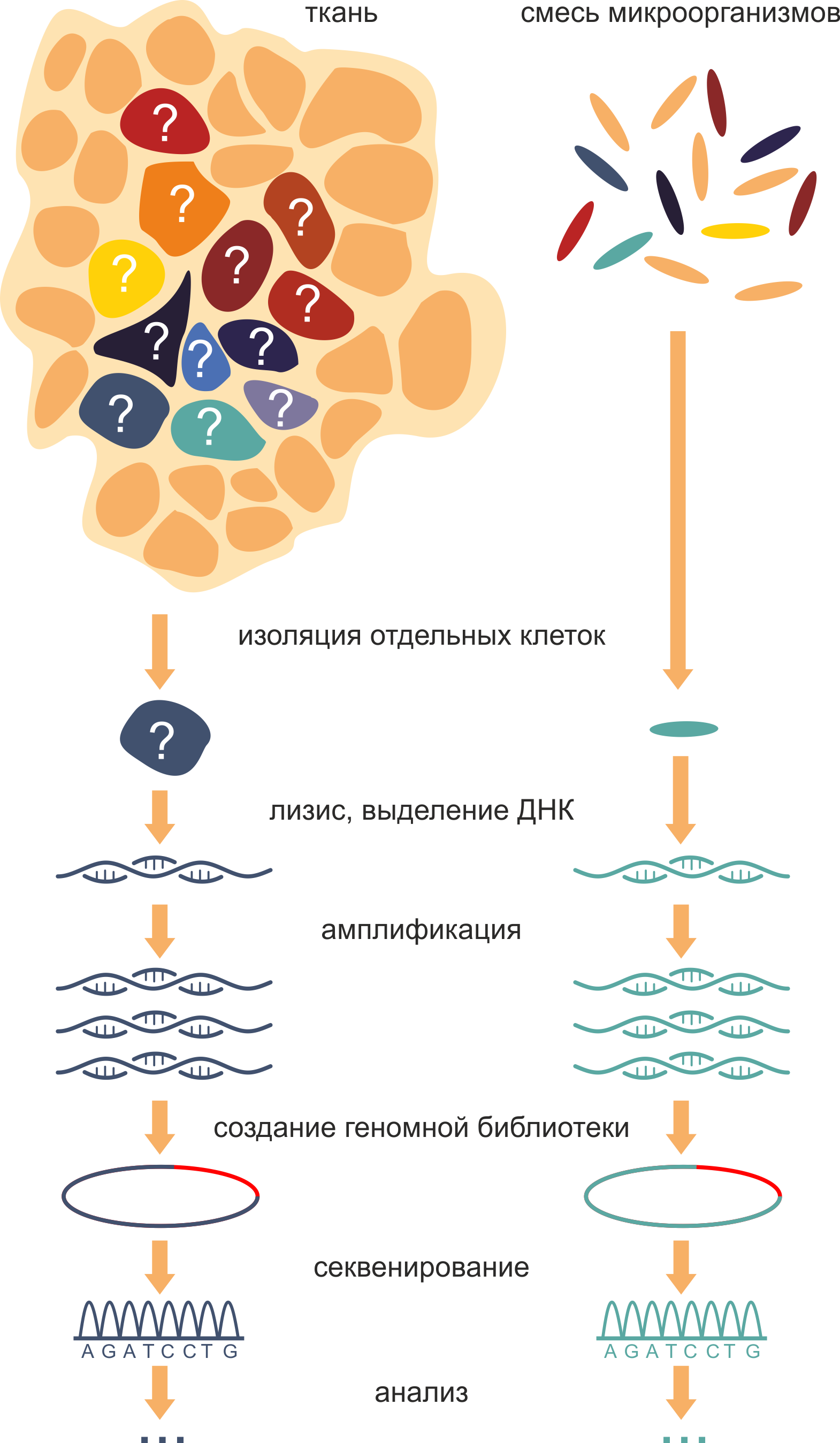
单细胞测序的基本步骤

单细胞测序（英語：Single cell sequencing）采取优化的下一代DNA測序技术（NGS）检测单细胞的序列，可以获得特定微环境下的细胞序列差异以方便研究其功能差异等。对个体细胞的DNA测序可以帮助我们了解例如在癌症中的小范围细胞的变异；对其进行RNA测序可以帮助我们了解和鉴别不同的细胞类型與其表現的基因，对研究发育生物学等有较大裨益。

## 需要考虑的问题

### 分离单细胞
在全基因组扩增和测序前，有很多方法可以分离细胞个体，其中流式細胞術（FACS）较为常用。个体细胞可以用显微操作来收集，这样较为快捷而且成本较低，但是比较有技术难度，而且显微镜下对细胞的错误分类容易影响实验结果。激光捕获显微切割技术（LCM）亦可以用来收集单细胞。但是尽管激光捕获显微切割可以保留样本细胞在组织中的空间位置，但是捕获单细胞的时候容易连带周围细胞的物质。  
高通量的细胞个体分离还可以使用微流控技术。微流控技术和流式细胞技术都能准确而自动地分离无偏样本。但是，两种方法都要求首先将细胞从其为环境中脱离，因此可能在RNA表达分析中造成对转录数据的干扰。

### 细胞分析数量

#### 单细胞RNA测序
单细胞RNA测序也称scRNA-Seq。通常而言，一般的组织细胞RNA-seq实验会产生1000万个读数，如果一个基因的频率超过50RPKM，即每百万读数中每千个碱基中超过50个，这一基因即被认为有表达。泊松分佈下，1kb长的基因有超过500个读数和4%的最小变异系数，即CV值；哺乳动物细胞通产含有200,000个mRNA，因此至少要用50个单细胞一起才能到达最小CV值；考虑到逆转录的效率和环境干扰等因素，为得到准确的表达和细胞种类的识别，需要使用的细胞数量实际要更多。